# Edmond Bauer

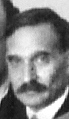
1933

Edmond Bauer (* 26. Oktober 1880 in Paris; † 17. Oktober 1963)  war ein französischer Physiker.

## Leben und Wirken
Bauer studierte Physik an der Sorbonne mit der Agrégation 1904, war kurz Lehrer und dann Assistent von Jean Perrin und Mitarbeiter von Paul Langevin und Marie Curie. Außerdem besuchte er Walther Nernst und Heinrich Rubens in Göttingen und Berlin. 1912 wurde er über die Strahlung von Flammen promoviert. 1919 wurde er Maitre de conferences an der Universität Straßburg und begann sich im Labor von Pierre-Ernest Weiss mit Para- und Ferromagnetismus zu befassen. Ab 1928 war er unter Paul Langevin am Physiklabor des Collège de France in Paris und befasste sich mit Physikalischer Chemie.
Im Zweiten Weltkrieg tauchte er als Jude in Clermont-Ferrand unter und ging in die Schweiz.
1945 wurde er Professor für Physikalische Chemie an der Sorbonne und Leiter des zuvor von Jean Perrin geleiteten Labors. 1953 emeritierte er, blieb aber wissenschaftlich aktiv.
Er befasste sich früh (schon in seiner Dissertation) mit der Bohrschen älteren Quantentheorie in Frankreich und schrieb Bücher über Gruppentheorie und Interpretation der Quantenmechanik.
Er nahm an mehreren Solvay-Konferenzen teil.

## Schriften
- Critique de notions d´ether, d´espace et de temps. Cinématique de la relativité, Paris 1932
- Introduction a la theorie des groupes et a ses applications en physique quantique, Paris 1935
- La mesure des grandeurs. Dimensions et unités, Paris 1939
- mit Fritz London: La théorie de l´observation en mecanique quantique, Paris 1939
- Champs de vecteurs et de tenseurs. Introduction a la électromagnétisme, Paris 1958